# La loba (película de 1924)
La loba es una película de Argentina sin sonido filmada en blanco y negro, dirigida por Francisco Defilippis Novoa sobre su propio guion basada en su obra de teatro homónima que se estrenó el 14 de abril de 1924 y tuvo como actores principales a Gloria Ferrandiz, Nelly Olmos, Consuelo Glad y Argentino Gómez.

## Producción
Está basada en la obra de teatro en tres actos escrita por Francisco Defilippis Novoa, que se estrenó por la compañía de Ángela Tesada en 1920. El filme fue estrenado en el cine Callao Theatre –ubicado en Callao 27- el 14 de abril de 1924 y pasó a exhibirse luego al cine The American, de Córdoba y Callao, y finalmente en el Cristal Palace de Corrientes 1550. La protagonista femenina Gloria Ferrandiz era la esposa de Defilippis Novoa. Algunas versiones conjeturan que en este filme –actualmente desaparecido- pudo haber trabajado Carlos Gardel y Julián Barsky sostiene que no es así, atribuyendo esas versiones a que el cantor había intervenido en 1917 en la película Flor de durazno que había sido realizada por el mismo director.

## Sinopsis
Es un melodrama acerca de una mujer cuya vida queda destrozada a raíz de la muerte de su hijo.

## Reparto
Colaboraron en el filme los siguientes intérpretes:
- Gloria Ferrandiz
- Nelly Olmos
- Consuelo Glad
- Argentino Gómez
- Ilde Pirovano

## Críticas
La crónica del diario Crítica dijo:

”Los actores no están en falta, ellos se atuvieron a sus papeles en el escenario; la culpa, si existe, es del director artístico, si es que él existe.”

Por su parte La Nación opinó sobre el filme en su edición del 15 de abril de 1920:

"Los principales personajes de La Loba, encarnados por las actrices Gloria Ferrándiz, Nelly Olmos y Consuelo Glad, realizan, como el actor Argentino Gómez, una meritoria labor, digna de aplauso".